# Fimbristylis monticola
Fimbristylis monticola là loài thực vật có hoa trong họ Cói. Loài này được Hochst. ex Steud. mô tả khoa học đầu tiên năm 1855.